# 베인앤컴퍼니
베인앤컴퍼니(Bain & Company)는 매사추세츠주 보스턴에 본사를 둔 미국의 경영 컨설팅 회사이다. 이 회사는 공공, 민간 및 비영리 단체에 자문을 제공한다. 빅 3 경영 컨설팅 회사 중 하나인 베인앤컴퍼니는 1973년 보스턴 컨설팅 그룹의 전 그룹 부사장인 빌 베인과 패트릭 F. 그레이엄을 포함한 그의 동료들에 의해 설립되었다. 1970년대 후반과 1980년대 초반에 회사는 빠르게 성장했다. 빌 베인은 이후 1984년에 대체 투자 사업을 베인 캐피털로 분사하고 미트 롬니를 초대 CEO로 임명했다. 베인은 1987년부터 1990년대 초까지 여러 차례의 좌절과 재정적 어려움을 겪었다. 롬니와 오리트 가디쉬는 각각 CEO와 회장으로서 회사를 수익성과 성장으로 되돌리는 데 기여한 공로를 인정받았다.
2000년대에 베인앤컴퍼니는 비영리 단체, 기술 기업 등과 협력하는 데 중점을 둔 추가적인 업무 영역을 지속적으로 확장하고 구축했다. 베인은 사모펀드 회사와의 협력을 중심으로 상당한 관행을 구축했다.
베인은 남아프리카 공화국 국세청과의 관계와 관련하여 논란의 대상이 되어 왔다.

## 컨설팅 서비스
베인앤컴퍼니는 주로 포춘 500대 기업 CEO들에게 경영 컨설팅 서비스를 제공한다. 사모펀드 투자, 인수합병, 기업 전략, 재무, 운영, 시장 분석 등의 분야에 자문을 제공한다. 또한 고객 충성도, 입소문 마케팅, 디지털 기술 전문 부서를 운영하고 있으며, 대부분의 컨설팅은 기업 전략에 집중되어 있다.
1999년 브리지스팬 그룹(The Bridgespan Group)은 비영리 단체들과 협력하기 위해 독립 비영리 단체로 설립되었다. 베인앤컴퍼니는 또한 사내 사회 공헌 활동을 펼치고 있으며, 2015년에는 2025년까지 무료 컨설팅에 10억 달러를 투자하겠다고 약속했다. 이 활동은 사회 및 경제 개발, 기후 변화, 교육, 지역 사회 개발 등 다양한 분야를 기반으로 한다. 베인이 무료 컨설팅을 통해 지원한 단체로는 유엔난민기구(UNHCR), 세계 아동 재단(World Childhood Foundation), 티치 포 아메리카(Teach for America) 등이 있다. 베인의 무료 봉사 활동은 2015년 컨설팅 매거진(Consulting Magazine)으로부터 "기업의 사회적 책임(CSR) 접근 방식을 재정립"한 공로로 사회 및 지역 사회 투자 우수상(Excellence in Social and Community Investment Awards)을 수상했다.
2000년대 후반, 베인은 공급망과 같은 특정 전문 분야에 대한 서비스 패키지를 출시했다. 또한 사모펀드 회사와의 컨설팅, 인수 기업 자문, 기업 회생 지원, 그리고 기업 재매각에도 적극적으로 참여했다.
2006년 초, 베인은 고객 심리를 추적하는 순추천지수(Net Promoter Score) 시스템을 판매하기 시작했다.

## 같이 보기
- 베인 캐피탈